# Youssef el Kalai
Pour les articles homonymes, voir Kalai (homonymie).
Yousef el Kalai (né le 1er mars 1981 à Tanger au Maroc) est un athlète portugais, spécialiste des courses de fond et du cross.
Marocain, il est naturalisé portugais le 31 décembre 2009.
Son meilleur résultat sur 10 000 mètres est de 28 min 30 s 65 (2009) et une place de finaliste aux Championnats d'Europe d'athlétisme 2010.
Il a été second du marathon de Lisbonne en 2005 et de celui de San Sebastián en 2007. Il a remporté la Coupe d'Europe du 10 000 mètres 2011 à Oslo.

## Palmarès

### Cross-country
Championnats d'Europe
- 2010.